# 1SWASP J140747.93-394542.6
1SWASP J140747.93-394542.6 هو نجم مماثل للشمس في كوكبة قنطورس يقع على مسافة تقدر بنحو 420 سنة ضوئية من الأرض. (غالبا ما تختصر تسميتة إلى 1SWASP J140747 أو J1407).J1407 نجم حديث نسبيا، يقدر عمره بنحو 16 مليون سنة، وكتلته تقارب 90٪ من كتلة الشمس. القدر الظاهري لهذا النجم 12.3 ويتطلب مقراب لكي يتم مشاهدتة. وربما يدور حول J1407 جرم واحد معروف على الأقل 1SWASP J1407b (J1407b) يعتقد أنة إما كوكب غازي عملاق أو قزم بني مع نظام حلقي هائل.
اسم النجم جاء من SuperWASP برنامج البحث عن الكواكب واسع الزاوية والإحداثيات الكروية للنجم (المطلع المستقيم والميل).

## 1SWASP J140747.93-394542.6 b
اكتشف نظام J1407 وكسوفة غير العادي لأول مرة من قبل فريق بقيادة الفلكي اريك ماماجيك من جامعة روتشستر في عام 2012. وتم استنتاج وجود ومعالم النظام الحلقي حول المرافق الدون نجمي J1407b من خلال رصد كسوف طويل جدا ومعقد للنجم المجهول سابقا J1407 اثناء فترة استغرقت 56 يوم خلال شهري أبريل وأيار عام 2007. وقد تم الإشارة إلى رفيق الكتلة المنخفضة J1407b باسم «زحل يتعاطى المنشطات» "Saturn on steroids" أو «زحل الفائق» (Super Saturn)  بسبب نظامة الحلقي الهائل المحيط بة الذي لة نصف قطر يقدر بحوالي 90 مليون كيلومتر (0.6 وحدة فلكية).
| رفيق (بترتيب النجوم) | كتلة          | نصف محور (AU) | الفترة المدارية (يوم) | انحراف | ميلان | نق |
| -------------------- | ------------- | ------------- | --------------------- | ------ | ----- | -- |
| 1SWASP J1407b        | 20.0 ± 6.0 مJ | 3.9 ± 1.7     | 3725.0 ± 900.0        | —      | —     | —  |